# Guggulsterone
Guggulsterone là một phytosteroid được tìm thấy trong nhựa của cây guggul, Commiphora mukul. Guggulsterone có thể tồn tại như một trong hai chất đồng phân lập thể, E -guggulsterone và Z -guggulsterone. Ở người, nó hoạt động như một chất đối kháng của thụ thể X xa, được cho là dẫn đến giảm tổng hợp cholesterol trong gan. Một số nghiên cứu đã được công bố cho thấy không có sự giảm tổng lượng cholesterol xảy ra khi sử dụng các liều guggulsterone khác nhau và mức lipoprotein mật độ thấp ("cholesterol xấu") tăng ở nhiều người. Tuy nhiên, guggulsterone là một thành phần trong nhiều chất bổ sung dinh dưỡng.
Guggulsterone là một phối tử phổ rộng của các thụ thể hoóc môn steroid và được biết là có các hoạt động sau:
- Thuốc đối kháng thụ thể khoáng chất (Ki = 39 nM)
- Thuốc chủ vận một phần thụ thể progesterone (Ki = 201 nM)
- Thuốc đối kháng thụ thể Glucocorticoid (Ki = 224 nM)
- Chất đối kháng thụ thể Androgen (Ki = 240 nM)
- Chất chủ vận thụ thể estrogen (Ki > 5 M; EC <sub id="mwKg">50</sub> > 5 M)
- Thuốc đối kháng thụ thể Farnesoid X (IC<sub id="mwLg">50</sub> = 5 1950 M)
- Chất chủ vận thụ thể thai X (EC 50 = 2,4 M ((Z) -isome))

Guggulsterone đã được tìm thấy trong nghiên cứu động vật là hoạt động bằng miệng; nó có sinh khả dụng tuyệt đối 42,9% sau khi uống ở chuột, với thời gian bán hủy khoảng 10 giờ ở loài này, cho thấy một hồ sơ dược động học tốt.